# 滑田友
滑田友（1901年5月8日—1986年），原名滑廷友，字舜卿，江苏淮阴人，中国现代雕塑家。

## 生平
1901年5月8日生于江苏淮阴渔沟镇。1924年毕业于江苏省立第六师范美术系，毕业后回家乡任教，1930年至1932年参加江苏甪直唐塑罗汉修复工作，后到上海新华艺术专科学校学习绘画。1933年考入巴黎高等美术学校。1943年的圆雕作品《轰炸》为法国教育部收购，法国现代美术馆收藏。中华人民共和国成立后，曾任中央美术学院雕刻系主任，全国城市雕塑艺术委员会委员，中国美术家协会理事。1986年逝世。